# Xã Mechanic, Quận Holmes, Ohio
Xã Mechanic (tiếng Anh: Mechanic Township) là một xã thuộc quận Holmes, tiểu bang Ohio, Hoa Kỳ. Năm 2010, dân số của xã này là 3.127 người.